# 앙젤 (영화)
앙젤(프랑스어: Angèle)은 2021년에 넷플릭스에서 공개한 프랑스의 영화이다.

## 캐스팅
- 앙젤